# Saras S.p.A.
Saras S.p.A. Raffinerie Sarde é uma companhia petrolífera sediada na Sardenha, Itália.

## História
A companhia foi estabelecida em 1962.

## Subsidiarias
| - Sarlux S.r.l. (100%) - Saras Trading S.A. (100%) - Deposito di Arcola S.r.l. (100%) - Sarint S.A. (100%) | - Sartec S.p.A. (100%) - Sargas S.r.l. (100%) - Reasar S.A. (100%) - Saras Energia SAU (100%) | - Terminal Logistica de Cartagena SLU (100%) - Parchi Eolici Ulassai S.r.l. (100%) - Alpha Eolica S.r.l. (100%) - Sardeolica S.r.l. (100%) |